# Maculonaclia minuscula
Maculonaclia minuscula là một loài bướm đêm thuộc phân họ Arctiinae, họ Erebidae.